# Actinote mitama
Actinote mitama är en fjärilsart som beskrevs av William Schaus 1902. Actinote mitama ingår i släktet Actinote och familjen praktfjärilar. Inga underarter finns listade i Catalogue of Life.